# Gentianella rupicola
Gentianella rupicola är en gentianaväxtart som först beskrevs av Carl Sigismund Kunth, och fick sitt nu gällande namn av Josef Holub. Gentianella rupicola ingår i släktet gentianellor, och familjen gentianaväxter. Inga underarter finns listade i Catalogue of Life.